# Jean Vanaise
Jean Vanaise est un auteur de jeux de société canadien d'origine belge, vivant à Montréal.
Il a créé la maison d'édition Flying Turtle Games dont la plupart des jeux ont par la suite été réédités chez Ravensburger.

## Ludographie

### Seul auteur
- Chicago, 1986, Flying Turtle Games
- Dame 2000, 1987, Flying Turtle Games
- Shark, 1987, Flying Turtle Games / Ravensburger
- Ostindien Company, 1996, Piatnik
- Orcs & Trolls, 1997, Iron Crown Enterprises / Hexagonal

### AvecKris Burm
- Dicemaster, 1997, Iron Crown Enterprises

### AvecPhilippe Janssens
- Kalahen, 1989, Flying Turtle Games
- Die großen Abenteuer der kleinen Hobbits, 1994, Queen Games

### AvecJean-Claude Sohier
- Minos, 1991, Ravensburger

### Avec E. Duchatel et J.-P. Postel
- Sindbad, 1990, Flying Turtle Games